# 德克斯特·坎布里奇
德克斯特·瑞安·坎布里奇（英語：Dexter Ryan Cambridge，1970年1月29日—），巴哈马前职业篮球运动员。